# Europastraße 82
Die Europastraße 82 (E 82) ist eine West-Ost-Verbindung von Porto nach Tordesillas. Sie führt über Vila Real und Bragança in Portugal nach Zamora und schließlich Tordesillas in Spanien. Die E 82 entspricht in Portugal dem Verlauf der Autoestrada A4. Die ursprüngliche Strecke folgte dem Verlauf der Nationalstraße 15 (N15). In Spanien ist es der Verlauf der Autovía A-11 von der spanischen Grenze bis Tordesillas. Hier ist die Strecke nicht vollkommen als Autobahn ausgebaut. Für den Teil von der Grenze bis westlich Zamora ist es die Nationalstraße 122 (N-122), auf der die E 82 liegt.
In Porto zweigt die E 82 von der E01 ab. Bei Vila Real kreuzt sie mit der E 801, bei Amendoeira, Kreis Bragança, liegt der Anschluss an die E 802. In Tordesillas schließt die E 82 an den Europastraßen E 25 und E 70.